# 닥터 진
《닥터 진》은 2012년 5월 26일부터 2012년 8월 12일까지 방영된 MBC에서 방영되었던 주말 특별기획 드라마이다. 무라카미 모토카의 만화 《타임슬립 닥터 진》을 원작으로 한 TBS 드라마 《JIN-仁-》이 원작이다.

## 등장 인물

### 주요 인물
- 송승헌 : 진혁 역 - 한국 최고의 신경외과 전문의
- 박민영 : 유미나 / 홍영래 역 - 진혁의 현재 연인 / 몰락한 가문의 양반집 규수
- 김재중 : 김경탁 역 - 홍영래의 정혼자. 좌의정 김병희의 서자로, 포도청 종사관
- 이소연 : 춘홍 역 - 장안 최고의 기생
- 이범수 : 이하응 역 - 조선시대 대표 양아치로 왕의 종친

### 홍 참판 댁
- 진이한 : 홍영휘 역 - 홍영래의 오라버니. 현 사회에 대한 불만과 개혁의식으로 가득 차 있다.
- 김혜옥 : 영휘 & 영래 母 역

### 안동 김씨 세력
- 김응수 : 김병희 역 - 안동김씨의 최고 실세로 좌의정
- 김일우 : 유홍필 역 - 내의원 최고 어의로 의술에는 관심없고 오로지 로비에만 힘을 쓴다.
- 김명수 : 김대균 역 - 안동김씨 세력가인 김병희의 적자
- 김병춘 : 김병옥 역 - 안동김씨. 김병희의 오른팔

### 흥선군 사람들
- 신소미 : 부대부인 민씨 역 - 고종의 어머니, 흥선대원군의 정실부인
- 이형석 : 어린 고종 역

### 기생집 사람들
- 노을 : 연심 역
- 윤주희 : 계향 역 - 매독에 걸린 기생

### 활인서 사람들
- 정은표 : 허광 역 - 허준의 후손이자 활인서 책임자
- 이승준 : 권익주 역 - 활인서 의원 중 하나로 허광의 수족

### 저잣거리 사람들
- 이원종 : 주팔이 역 - 흥선군이 주팔이에게 돈 빚이 있어 흥선군을 괴롭히다가 나중에 대원군이 되자 흥선군에게 충성함
- 김광식 : 깨복이 역 - 주팔이 부하

### 왕실 사람들
- 김병세 : 철종 역 - 조선 25대 임금
- 장영남 : 조씨 부인 역
- 정혜선 : 조 대비 역 - 고종의 양어머니, 조선 24대 임금의 어머니이자 왕대비마마
- 김명국 : 이교리 역 - 조대비의 조카사위. 이하응이 명복을 왕위에 올리는데 적극 협조

### 특별 출연
- 조미령 : 비단상인 역
- 방은희 : 식이 모 역
- 하수호 : 강선생 역
- 조우진 : 득칠 역

## 시청률
최저 시청률과 최고 시청률은 시청률 조사회사와 지역별로 시청률에 차이가 있을 수 있습니다.
| 2012년      | 2012년      | 2012년         | 2012년       | 2012년         | 2012년       |
| 회차        | 방송일      | TNmS 시청률    | TNmS 시청률  | AGB 시청률     | AGB 시청률   |
| 회차        | 방송일      | 대한민국(전국) | 서울(수도권) | 대한민국(전국) | 서울(수도권) |
| ----------- | ----------- | -------------- | ------------ | -------------- | ------------ |
| 제1회       | 5월 26일    | 10.7%          | 13.5%        | 12.2%          | 14.1%        |
| 제2회       | 5월 27일    | 10.2%          | 11.4%        | 11.8%          | 13.2%        |
| 제3회       | 6월 2일     | 13.8%          | 16.1%        | 14.0%          | 16.5%        |
| 제4회       | 6월 3일     | 13.6%          | 16.5%        | 14.4%          | 16.3%        |
| 제5회       | 6월 9일     | 13.5%          | 15.6%        | 13.6%          | 15.3%        |
| 제6회       | 6월 10일    | 14.2%          | 16.5%        | 13.8%          | 15.5%        |
| 제7회       | 6월 16일    | 14.4%          | 14.7%        | 14.5%          | 16.1%        |
| 제8회       | 6월 17일    | 13.3%          | 15.1%        | 14.0%          | 16.3%        |
| 제9회       | 6월 23일    | 13.2%          | 15.6%        | 13.1%          | 14.8%        |
| 제10회      | 6월 24일    | 13.9%          | 16.1%        | 12.7%          | 14.2%        |
| 제11회      | 6월 30일    | 13.0%          | 14.3%        | 13.0%          | 14.9%        |
| 제12회      | 7월 1일     | 14.2%          | 14.1%        | 12.4%          | 13.7%        |
| 제13회      | 7월 7일     | 12.8%          | 13.7%        | 12.8%          | 13.5%        |
| 제14회      | 7월 8일     | 13.6%          | 14.2%        | 13.2%          | 14.8%        |
| 제15회      | 7월 14일    | 12.9%          | 13.6%        | 12.1%          | 13.3%        |
| 제16회      | 7월 15일    | 13.0%          | 13.8%        | 11.9%          | 13.4%        |
| 제17회      | 7월 21일    | 12.5%          | 13.0%        | 11.4%          | 12.6%        |
| 제18회      | 7월 22일    | 12.4%          | 13.7%        | 11.0%          | 12.4%        |
| 제19회      | 7월 28일    | 14.7%          | 16.3%        | 13.7%          | 14.9%        |
| 제20회      | 7월 29일    | 11.6%          | 12.4%        | 11.8%          | 13.0%        |
| 제21회      | 8월 5일     | 12.1%          | 12.2%        | 13.4%          | 15.0%        |
| 제22회      | 8월 12일    | 8.4%           | 8.7%         | 8.8%           | 9.9%         |
| 평균 시청률 | 평균 시청률 | 12.8%          | 14.1%        | 12.7%          | 14.3%        |

## OST

### Part.1
| #  | 제목                            | 재생 시간 |
| -- | ------------------------------- | --------- |
| 1. | 〈살아도 꿈인 것처럼〉 (김재중) | 4:40      |
| 2. | 〈살아도 꿈인 것처럼 (Inst.)〉  | 4:40      |

### Part.2
| #  | 제목                      | 재생 시간 |
| -- | ------------------------- | --------- |
| 1. | 〈그대가 올까요〉 (지아)  | 4:07      |
| 2. | 〈그대가 올까요 (Inst.)〉 | 4:07      |

### Part.3
| #  | 제목                      | 재생 시간 |
| -- | ------------------------- | --------- |
| 1. | 〈눈물길〉 (창민, 임슬옹) | 3:30      |
| 2. | 〈눈물길 (Inst.)〉        | 3:30      |

### Part. 4
| #  | 제목                     | 재생 시간 |
| -- | ------------------------ | --------- |
| 1. | 〈마지막 사랑〉 (송승헌) | 3:50      |
| 2. | 〈마지막 사랑 (Inst.)〉  | 3:50      |

### 닥터 진 OST
| #   | 제목                            | 재생 시간 |
| --- | ------------------------------- | --------- |
| 1.  | 〈닥터진〉                      | 1:05      |
| 2.  | 〈살아도 꿈인 것처럼〉 (김재중) | 4:40      |
| 3.  | 〈그대가 올까요〉 (지아)        | 4:07      |
| 4.  | 〈눈물길〉 (창민)               | 3:30      |
| 5.  | 〈마지막 사랑〉 (송승헌)        | 3:49      |
| 6.  | 〈연리지〉 (옥주현)             | 3:48      |
| 7.  | 〈바람에 실려〉 (이범수)        | 3:46      |
| 8.  | 〈눈물〉                        | 2:28      |
| 9.  | 〈고뇌〉                        | 2:07      |
| 10. | 〈사랑〉                        | 2:53      |
| 11. | 〈인연〉                        | 2:02      |
| 12. | 〈바람에 실려 (Inst.)〉         | 3:46      |
| 13. | 〈마지막 사랑 (Inst.)〉         | 3:50      |
| 14. | 〈눈물길 (Inst.)〉              | 3:30      |
| 15. | 〈그대가 올까요 (Inst.)〉       | 4:07      |
| 16. | 〈살아도 꿈인 것처럼 (Inst.)〉  | 4:40      |

## 수상
- 2012년 MBC 연기대상 남자 신인연기상 : 김재중
- 2013년 제8회 서울 드라마 어워즈 한류드라마 주제가상 : 김재중 - 닥터 진 OST '살아도 꿈인 것처럼'

## 이모저모
- 마지막 회의 시청률이 낮았는데, 그 이유로 올림픽 기간 중 경기 중계로 인해 늦어질 수 있다는 사전 예고는 있었으나 중계가 예상 밖으로 일찍 끝나면서 제대로 된 재차 공지 없이 방송이 되었던 탓으로 볼 수 있다.

## 드라마상의 오류
천주교 신자들에게 십자가를 밞게 하는 내용이 있었는데, 이는 조선이 아니라 일본에서 천주교 신자들을 색출하던 방법인 후미에이다. 일본 막부시대에서는 천주교 신자들에게 십자가에 매달린 예수의 모습을 그린 성화를 밞게 하거나, 성모 마리아를 모욕하도록 강요했다. 물론, 예수와 성모 마리아에 대한 신심 때문에 거부하면 천주교 신자로 간주되어 참형되거나 화형되었다. 조선에서는 천주교 신자들에게 배교하겠다는 글을 쓰도록 하여 배교를 권하고, 신앙을 지키기 위해 거부하면 서소문, 새남터 등의 처형지에서 처형했다.

## 결방 및 연장
- 2012년 7월 23일 : 닥터진 방영 분량이 20부작에서 2회 연장되어 22부작으로 변경.확정되었다.[3]
- 2012년 7월 28일 ~ 7월 29일 : 런던 올림픽 중계로 인해 밤 9시 40분으로 변경.
- 2012년 8월 4일, 8월 11일 : 21회 ~ 22회 방송분은 런던 올림픽 중계로 인해 결방.
- 2012년 8월 12일 : 런던 올림픽 중계로 인해 밤 10시 10분으로 변경.

## 동시간대 드라마
- 신사의 품격 (SBS, 2012년 5월 26일 ~ 2012년 8월 12일)